# Карізма Капур
Карізма Капур (нар. 25 червня 1974) — індійська акторка, яка в основному знімається у фільмах на гінді. Членкиня сім'ї Капур, вона є донькою акторів Бабіти та Рандгіра Капур, а також старшою сестрою акторки Каріни Капур. Одна з найпопулярніших і найбільш високооплачуваних акторок свого часу, вона є лауреаткою ряду нагород, зокрема Національної кінопремії та чотирьох нагород Filmfare.
Капур дебютувала у фільмі «Прем Каїді» в 1991 році, а згодом зіграла головну роль в кількох касових хітах, зокрема Джигар (1992), Анарі (1993), Андах Апна Апна (1994), Раджа Бабу (1994), Кулі Номер 1 (1995), Saajan Chale Sasural (1996) і Jeet (1996). Головні ролі в найкасовіших романах Raja Hindustani (1996) і Dil To Pagal Hai (1997) зробили її зіркою. Вона отримала нагороду Filmfare за найкращу жіночу роль за першу, а також Національну кінопремію та премію Filmfare за найкращу жіночу роль другого плану за останню.
Капур зміцнила свій статус, знявшись у п'яти комедіях Девіда Дгавана — Judwaa (1997), Hero No. 1 (1997), Biwi No.1 (1999), Haseena Maan Jaayegi (1999) і Dulhan Hum Le Jayenge (2000)., а також сімейна драма «Хум Саат-Саат Хейн» (1999). На початку 2000-х Капур отримала нагороди Filmfare за найкращу жіночу роль і найкращу жіночу роль (критики) за головні ролі в драмах «Фіза» (2000) і «Зубейда» (2001) відповідно. Вона взяла акторську відпустку після того, як знялася в телевізійній мильній опері «Карішма: Чудеса долі» (2003—2004), і відтоді знімалася епізодично, знявшись у вебсеріалі «Психічність» (2020) і містичному трилері «Вбивство Мубарака» (2024).
Капур була одружена з бізнесменом Санджаєм Капуром з 2003 по 2016 рік — у колишньої пари двоє спільних дітей. Вона виступала суддею талантів у кількох реаліті-шоу.

## Раннє життя та походження

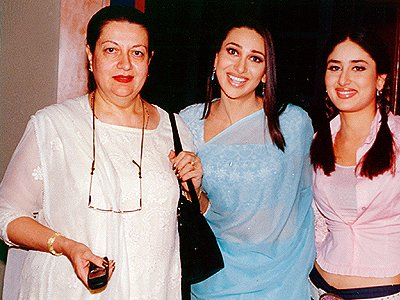
Капур із матір'ю Бабітою (ліворуч) і сестрою Каріною (праворуч) на заході у 2003 р.

Карізма Капур народилася 25 червня 1974 року у Мумбаї в родині акторів Рандгіра Капура та Бабіти (до шлюбу Шівдасані). Її молодша сестра, Каріна, кіноакторка, одружена з актором Саїфом Алі Ханом. Її дідом по батькові був актор і режисер Радж Капур, а дідусь по матері — актор Харі Шівдасані. Її прадідом по батькові був актор Прітхвірадж Капур. Актори Ріші та Раджив Капур — її дядьки, а акторка Ніту Сінгх — тітка. Її двоюрідні брати — актори Ранбір Капур, Армаан Джайн і Аадар Джайн, а також бізнесмен Нікіл Нанда. Актори Шаммі та Шаші Капур є її дядьками, а покійна акторка Садгана була двоюрідною сестрою її матері.
Удома Капур неофіційно називають «Лоло». За словами Капура, ім'я Лоло виникло після того, як її мати побіжно згадала італійську акторку Джину Лоллобриджиду. Її бабуся та дідусь по батьківській та материнській лінії були відповідно з Пешавару, Лялпура та Карачі, які переїхали до Бомбею для своєї кінокар'єри до розділу Індії. Капур має пенджабське походження з боку батька, а з боку матері вона має синдське та британське походження.
Особливо натхненна роботами акторок Шрідеві та Мадгурі Діксіт, Капур із дитинства захоплювалася акторською майстерністю. Підростаючи, Капур регулярно відвідувала церемонії нагородження і супроводжувала батьків на знімальних майданчиках. Однак, попри її сімейне походження, її батько не схвалював жінок, які знімалися в кіно, оскільки вважав, що це суперечить традиційним материнським обов'язкам і відповідальності жінок у сім'ї. Це призвело до конфлікту між її батьками, і вони розлучилися в 1988 році. Її та її сестру Каріну виховувала мати, яка працювала на кількох роботах, щоб виховати їх, доки вона не дебютувала в кіно як акторка. Пара помирилася у 2007 році, проживши кілька років окремо. Капур навчалася в кафедральному соборі та школі Джона Коннона, а пізніше кілька місяців у Софійському коледжі. Пізніше Капур сказала, що залишила коледж, щоб зайнятися акторською майстерністю заради фінансової підтримки.

## Кар'єра

### Дебют і ранні ролі (1991—1995)

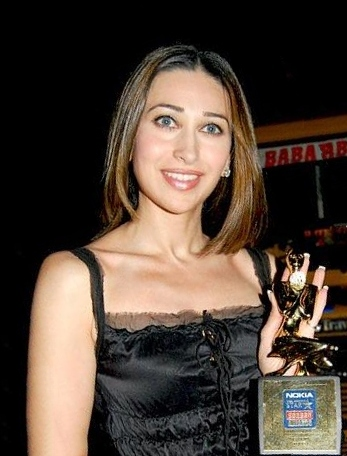
Капур на Screen Awards у 2008 році

Капур дебютувала як акторка в 1991 році у віці 16 років у романтичній драмі «Прем Каїді», де грала з дебютантом Гарішем Кумаром. Після виходу фільм мав помірний касовий успіх і отримав неоднозначні відгуки критиків, як і гра Капура, а Таран Адарш із Bollywood Hungama описав його як «механічний». Наступного року перші п'ять фільмів Капур — «Офіцер поліції», «Яагруті», «Ніщай», «Сапне Саджан Ке» та «Дідар» — провалилися в прокаті. Jaagruti та Nishchaiy відзначили її перші дві співпраці із Салманом Кханом, тоді як Deedar відзначила її першу співпрацю з Акшаєм Кумаром. Потім вона зіграла головну роль у бойовику «Джиґар» (1992), а потім у романтичній драмі «Анарі» (1993), обидві з яких стали касовими хітами та одними з найкасовіших фільмів відповідних років. Джиґар відзначив першу з кількох спільних робіт Капур з Аджаєм Девґном, тоді як Анарі показала її в головній ролі Раджнандіні, принцеси, яка закохується у свого бідного слугу (його грає Даггубаті Венкатеш).
Наступними чотирма релізами Капур у 1993 році були драми «Мукабла» (яка стала першою з багатьох її спільних робіт із Говіндою), «Санграам», «Шактиман» і «Дганваан». За винятком «Мукабла», жоден із цих фільмів не мав хороших результатів ні в критичних, ні в комерційних цілях. У 1994 році Капур випустила дев'ять фільмів — чотири з них — Прем Шакті, Дулаара, Андаз і Аатіш — виявилися критичними та комерційно невдалими. Її першим хітом того року став комедійний фільм Девіда Дгавана «Раджа Бабу» з Говіндою, в якому вона зіграла Мадгубалу, освічену дівчину, яка розриває заручини, дізнавшись про неписьменність свого нареченого. Далі Капур зіграла сліпу дружину персонажа Говінди в хітовій бойовій драмі Khuddar, після чого вона знялася разом із Салманом Ханом, Ааміром Ханом і Равіною Тандон у відомому комедійному фільмі Раджкумара Сантоші Andaz Apna Apna. Капур зіграла Равіну Баджадж, дочку лондонського бізнес-магната, яка подорожує до Індії в пошуках справжнього кохання та закохується в персонажа Салмана Кхана. Незважаючи на те, що фільм мав погані касові збори, він став культовим протягом багатьох років після його виходу.

Останніми двома релізами Капур цього року стали бойовик Suhaag (разом з Аджаєм Девґном, Акшаєм Кумаром і Нагмою) і комедійна драма Gopi Kishan (разом із Сунілом Шетті та Шилпою Широдкар), обидві з яких мали критичний і комерційний успіх. У першому вона зіграла студентку коледжу та кохання Девгна, а в другому вона зіграла доньку комісара поліції, яка закохується в злочинця. У 1995 році, після появи в прокаті Джаваба та Майдан-І-Джунга, Капур зіграла роль Мальті, багатої дівчини, яка стає дружиною бідного кулі (його грає Говінда) у комедійному блокбастері Девіда Дгавана «Кулі № 1». Фільм отримав позитивні відгуки та став комерційно успішним, зібравши ₹911 рупій в Індії. Про свою початкову боротьбу за кар'єру вона пізніше сказала:
Коли я вперше прийшла в галузь, для мене було важко. Я не кажу, що мене виділили. Я думаю, що кожна зіркова дитина має пройти через це. Усі були такі несправедливі до мене. Інших новачків хвалили за кожне незначне досягнення, а мене не висловили жодної подяки. Коли справа доходила до мене, завжди казали: «Добре, вона добре впоралася, але що в ній такого?» Ніхто не зараховував 17-річної давнини за те, що я досить добре виконувала свою роботу.

### Відома акторка (1996—2000)
У 1996 році Капур знялася в 10 фільмах. П'ять із них — Papi Gudia, Megha, Bal Bramhachari, Sapoot і Rakshak — були комерційно неуспішними. Її наступним випуском стала романтична комедія Девіда Дгавана Saajan Chale Sasural з Говіндою та Табу в головних ролях. Saajan Chale Sasural став комерційно успішним. У своєму п'ятому випуску Капур грала в парі з Суніл Шетті в касовому хіті С. Діпака «Крішна». Вона зіграла разом із Санні Деол, Салманом Ханом і Табу в романтичній драмі Раджа Канвара «Джит». Вона зіграла Каджал, жінку, яка закохується в злочинця, але вреші одружується з іншим. Закінчивши як другий за зборами фільм року, Jeet став «суперхітом» у прокаті. Реакція критиків була позитивною як на фільм, так і на гру Капура.
Того ж року Капур знялася в романтичній драмі Дгармеша Даршана «Раджа Хіндустані» з Ааміром Ханом, де вона зіграла багату, красиву спадкоємицю, яка закохалася в скромного гіда та водія. Сучасний рімейк фільму «Джаб Джаб Пул Кайл» (1965), фільм став найкасовішим фільмом року і приніс Капур її першу нагороду Filmfare за найкращу жіночу роль. Рецензуючи її виступ для India Today, Анупама Чопра назвала Капур «одкровенням» і «життєвою силою цього інакше банального фільму». Успіх фільму затвердив Капур як провідну акторку кіно на гінді та ознаменував важливий поворотний момент у її кар'єрі. «Раджа Хіндустані» став не лише найбільшим комерційним успіхом 1996 року, а й одним із найуспішніших фільмів усіх часів в Індії зі світовими доходами ₹ 765 мільйонів. Останнім випуском Капура в 1996 році став бойовик Суніла Даршана «Аджай» із Санні Деолом. Фільм також мав фінансовий успіх.
У 1997 році Капур знову об'єднався з Девідом Дгаваном для двох проектів: комедійного фільму Judwaa (разом із Салманом Ханом і Рамбгою) та романтичної комедії Hero No. 1 (навпроти Говінди). Концепція першого фільму була схожа на «Гопі Кішан» — у ньому розповідається про братів-близнюків, які розлучаються при народженні та знову об'єднуються в юності. Капур і Рамбга зіграли любовні інтереси персонажів Хана. У «Герої № 1» вона зіграла Міну Нат, дівчину, яка закохується в персонажа Говінди, незважаючи на несхвалення з боку свого суворого дідуся (його грає Пареш Равал). Обидва фільми були критично та комерційно успішними, і Капур отримала похвалу за свій комедійний момент. Зрештою вона отримала номінацію на премію Zee Cine за найкращу жіночу роль у фільмі Герой № 1. Далі вона зіграла головну роль у драмах режисера Мехула Кумара «Lahu Ke Do Rang» і «Mrityudata», обидві з яких зазнали невдачі у критиків і комерційної діяльності.
П'ятим і останнім релізом Капур e 1997 році стала музична романтична драма Яша Чопри Dil To Pagal Hai . У фільмі, у якому знялися Шахрух Хан, Мадгурі Діксіт і Акшай Кумар, зображено любовне життя акторів і знімальної групи в музичній танцювальній трупі. Капур зіграла Нішу, бадьору танцівницю, яка таємно закохується у свого найкращого друга (роль Хана), який об'єднується з дівчиною, яку він кохає (грає Діксіт). Спочатку Капур не наважувалася взяти на себе роль другого плану, а Чопра (який був вражений її роботою у фільмі «Раджа Хіндустані») прийняла роль другого плану після того, як кілька провідних акторок того часу відмовилися від неї. Dil To Pagal Hai став блокбастером у прокаті та став найкасовішим фільмом року. Капур отримала широку похвалу за її роль, і зрештою вона виграла Національну кінопремію та премію Filmfare за найкращу жіночу роль другого плану.
Незначне повернення Капур у 1999 році виявилося вдалим, оскільки вона брала участь у найуспішніших фільмах року. Капур знялася в чотирьох хітах. Потім вона знову об'єдналася з Дгаваном і Салманом Кханом (разом із Сушмітою Сен) для романтичної комедії «Бів №.1», у якій вона зіграла Пуджу, жінку, чоловік якої вступив у позашлюбний зв'язок із моделлю. Фільм, який став великим комерційним успіхом, приніс Капур похвалу критиків за її гру. Мохаммад Алі Ікрам з Planet Bollywood прокоментував: «Капур може не виглядати як мати двох нащадків, але вона продовжує розвиватися як акторка з кожним наступним фільмом». Капур отримала другу номінацію за найкращу жіночу роль на Filmfare за свою роботу у фільмі. Вона виявилася успішною з комедіями, оскільки ще один із фільмів Девіда Дгавана Haseena Maan Jaayegi показав досить хороші касові збори. Капур вперше співпрацювала з Rajshri Productions для сімейної драми Hum Saath-Saath Hain: We Stand United. У фільмі брав участь акторський ансамбль (Моніш Бел, Салман Кхан, Саїф Алі Хан, Табу та Соналі Бендре), який став одним із найбільших успіхів гінді фільмів за весь час на ринку, заробивши ₹817 рупій у всьому світі. Її останній фільм цього року, Jaanwar, з Акшаєм Кумаром, став ще одним касовим хітом, зробивши її найуспішнішою акторкою року. Silsila Hai Pyar Ka став її іншим фільмом року.
Першим релізом Капур у 2000 році стала романтична комедія Дгавана Dulhan Hum Le Jayenge, де знявся Салман Кхан. Вона зіграла Сапну, дівчину, яка закохується в персонажа Кхана під час закордонної подорожі, однак їй важко переконати своїх трьох дядьків у цих стосунках. Фільм став одним із найбільших хітів року. Апараджіта Саха з Rediff прокоментувала: «Карізма Капур і Салман Кхан складають привабливу пару і заслуговують на схвальні відгуки. Обоє у відмінній формі – Карізма виглядає гламурно й невимушено, а Салман довів до досконалості образ розгубленого качка». Два наступні релізи Капур, романтичні комедії Chal Mere Bhai (проти Кхана і Датта) і Hum To Mohabbat Karega (проти Боббі Деола) не показали хороших касових зборів.
Того ж року Капур отримала свою другу премію Filmfare за найкращу жіночу роль за головну роль розчарованої дівчини, яка шукає свого брата, у відомій кримінальній драмі Халіда Мохаммеда «Фіза». У негламурній ролі, виконаній проти типу, її гра була високо оцінена, а кілька критиків відзначили її демонстрацію великого емоційного діапазону та глибини. Міммі Джейн з The Indian Express у позитивній рецензії написала: «Як молода дівчина, якій набридли напруга та розлади, які зникнення її брата спричинило в житті її сім'ї, як уперта донька, яка не слухає благань своєї матері дозволити їй продовжувати сподіватися на свого сина, як рішучої сестри, яка продовжує полювати на свого брата, незважаючи на всі труднощі, а потім прагне втримати його на правильному шляху, це новий Карізма, яка забезпечує надзвичайно бездоганне виконання». Фільм став «напівхітом» у прокаті зі світовими зборами ₹ 878 мільйонів.

### Критичне визнання та перерва (2001—2011)

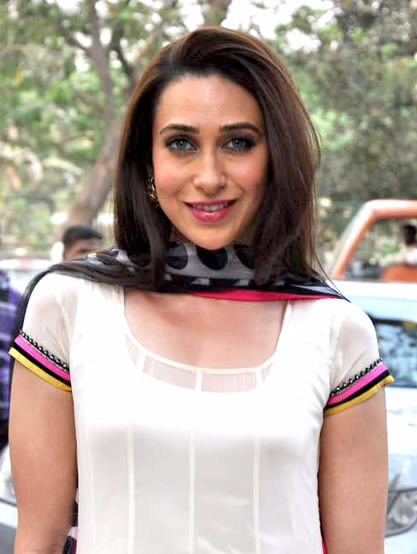
Капур на заході

У 2001 році вона отримала ще більше визнання критиків за роль нещасливої акторки в біографічній драмі «Зубейда». Режисером фільму став Шям Бенегал, заснований на житті Зубейди Бегум, яка одружилася з Ханвантом Сінґгом. Трибуна похвалила її, стверджуючи, що вона «перевершила саму себе як пристрасна, зухвала, свавільна та неспокійна Зубейда, справді сучасна жінка». В інтерв'ю Редіффу вона пояснила: «Я тут так довго, я робила все. Головні ролі, ролі другого плану, усе. Як мені розвиватися як виконавець? Якщо я продовжуватиму робити комерційне кіно, я застоюся і я хотіла рости». За свою роботу вона отримала премію Filmfare Critics Award за найкращу жіночу роль і отримала номінацію на найкращу жіночу роль на церемонії. У фільмі, в якому знялися Рекха та Манодж Баджпай, світові прибутки склали понад ₹239,552 рупій. Потім вона зіграла разом з Боббі Деолом і Рахулом Девом у фільмі Індри Кумара «Ашик» — фільм не отримав похвали від критиків, хоча він мав помірний успіх, зібравши понад ₹260 рупій усередині країни. Наступним випуском Капур стала соціальна драма Суніла Даршана «Ек Ріштаа: Узи кохання». Фільм з Амітабгом Баччаном і Акшаєм Кумаром став одним із найбільших хітів року.
У 2002 році Капур випустила три фільми, першим з яких стала романтична драма Haan Maine Bhi Pyaar Kiya, з Акшаєм Кумаром і Абгішеком Баччаном. Далі вона зіграла разом із Наною Патекар у жіночій драмі Shakti: The Power, зігравши роль Нандіні, жінки, яка хоче втекти від своїх свекрух (залучених у війни феодальних банд) разом зі своїм сином після смерті чоловіка. Сам фільм, ремейк фільму на телугу «Антахпурам» (1998), заснований на житті письменниці Бетті Махмуді. Шакті: Сила була схвалена критиками, а Капур також отримала дуже позитивні відгуки за її образ — Таран Адарш відгукнувся: «Сила явно належить Капур. Дихаючи вогнем і отрутою, щоб повернути свого сина з лап деспота, акторка дає її все до персонажки лютої матері і доводить, наскільки вона віртуозна виконавиця, граючи роль пораненої тигриці, це одна вистава, що затьмарює всі виступи року, які ми бачили досі». Робота Капур у фільмі принесла їй номінації на найкращу жіночу роль на кількох церемоніях нагород, включаючи п'яту номінацію на Filmfare. Її останньою прем'єрою того року стала романтична драма Індри Кумара «Ріштей» разом з Анілом Капуром і Шилпою Шетті. Вона знялася як Комал, багатійка, яка закохується в бідняка і одружується з ним проти волі свого батька. Незважаючи на великі очікування, усі три релізи Капур того року показали погані касові збори.
У 2003 році вона знялася у фільмі Baaz: A Bird in Danger, який став її єдиним випуском того року. Фільм показав погані касові збори. Пізніше в тому ж році відбувся її телевізійний дебют у мильній опері Sahara One Karishma — The Miracles of Destiny, у якій вона зіграла подвійну роль бабусі та онучки. Серіал закінчився після 260 епізодів у 2004 році, і вона кілька років взяла відпустку від повної акторської діяльності.
У 2006 році Капур була помічена в Mere Jeevan Saathi — фільм був знятий і завершений у 2003 році, але був відкладений на три роки. У 2008 році разом з актором Арджуном Рампалом і режисером-хореографом Фарою Хан Капур почала судити четвертий сезон танцювального шоу Nach Baliye, а наступного року продовжив комедійне шоу Hans Baliye. Крім того, вона зіграла камео в пісні «Deewangi Deewangi» з мелодрами Om Shanti Om 2007 року, а у 2008 році була гостем телевізійного реаліті-шоу Wife Bina Life (2010).

### Робота з перервами (2012–дотепер)

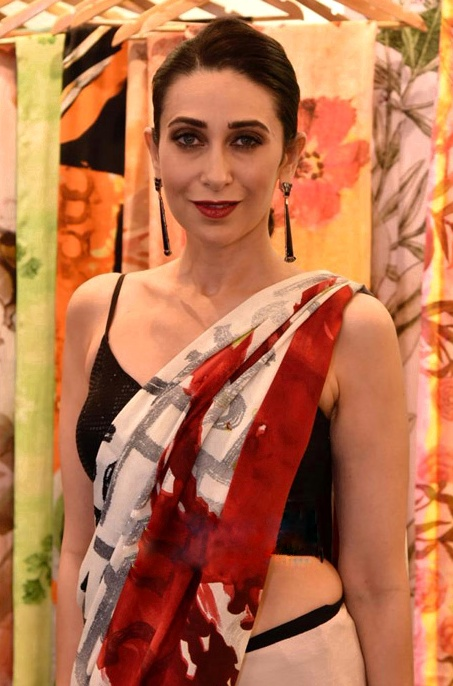
Капур на заході у 2019 році

Капур повернулася як акторка з головною роллю в надприродному трилері Вікрама Бгатта «Небезпечний Ішк» у 2012 році. У фільмі з Раджнішем Даггалом у головній ролі охоплюється період чотирьох століть і розповідаються чотири різні історії кохання, дія яких відбувається в різні періоди часу. Капур зіграла чотирьох персонажів, по одному з кожного століття. Зазнавши великого провалу у критиків і прокату, фільм викликав позитивні відгуки про роль Капур. Таран Адарш із Bollywood Hungama прокоментував: «Капур докладає всіх зусиль, щоб вимовляти репліки на різних діалектах. Вона правильно розуміє діалекти, особливо урду та раджастхані, але для неї не так багато можливостей, щоб продемонструвати свою акторську майстерність». У 2013 році Капур спеціально з'явилася разом із кількома іншими акторами в головній пісні антологічного фільму «Бомбейські розмови», який був створений на честь хінді-кіноіндустрії у зв'язку зі святкуванням її сторіччя.
У 2018 році Капур спеціально знялася в романтичній комедії «Зеро» режисера Аананда Л. Рая. Капур дебютувала в мережі з альбомом Ekta Kapoor Mentalhood, який вийшов на ALTBalaji у 2020 році. Серіал розповідає про різні натури матерів і демонструє, як вони намагаються виховувати своїх дітей. Деванш Шарма з Firstpost висловив думку: «До Карізми в Mentalhood можна поступово розігрітися. Вона жодного разу не намагається викрасти центр уваги, і добре вписується в зірковий ансамбль, який пропонує шоу».
У 2024 році Капур повернулася в кіно з містичним трилером Хомі Ададжанії «Вбивство Мубарака», де зіграла витончену акторку Шехназ Нурані. Пратікшя Мішра з «Квінту» похвалив її за роль «невловимої зірки» і зазначив: «Трагедія, очевидна в її характері, проявляється виключно через те, наскільки виразними можуть бути її очі». Капур завершила свій другий вебсеріал, Браун.

## Особисте життя
З 1992 року Капур перебувала у стосунках зі своїм колегою по серіалу «Джигар» Аджаєм Девганом до розлучення в 1995 році. Вона заручилася з Абгішеком Баччаном у 2002 році, але заручини були скасовані через кілька місяців. Це припинило їхні стосунки, які тривали кілька років, причин розриву не було названо.
29 вересня 2003 року вона одружилася з промисловцем Санджаєм Капуром, генеральним директором Sixt India, на гучній сикхській весільній церемонії в її родовому будинку, Крішна Радж Бунгало, в Мумбаї. 11 березня 2005 року народила доньку Самайру, 12 березня 2010 року сина Кіана. У 2014 році пара подала на розлучення за обопільною згодою. У листопаді 2015 року пара подала заяви про відкликання своєї згоди на це. Розлучення пари було завершено у 2016 році.
У 2016 році Карізма Капур порушила справу про домашнє насильство проти Санджая Капура та його матері, звинувативши їх у фізичному насильстві та стверджуючи, що Санджай був пов'язаний з іншою жінкою. Вона також подала справу про пересдідування посагу, що призвело до того, що поліція Мумбаї викликала Санджая. Пара вже була втягнута в запеклу боротьбу за розлучення та опіку.
У 2024 році Карізма додатково звинуватила Санджая в домашньому насильстві у своїй заяві про розлучення, стверджуючи, що під час їхнього медового місяця він змусив її спати зі своїми друзями. Вона також стверджувала, що Санджай одного разу сказав своїй матері дати їй ляпаса, коли вона не могла влізти в сукню під час вагітності.
Зробивши перерву в акторській кар'єрі заради дітей і сім'ї, Капур сказала, що це було «свідоме рішення». Далі вона сказала:
"Це (акторська гра) закладено у вас. Це те, що ніколи не зникає. Я чекала чогось дійсно цікавого. Це був мій вибір, що я не знімалася у жодному фільмі, тому що мої діти були дуже маленькі. Я хотіла бути вдома з сім'єю та дітьми."

## Закадрова робота

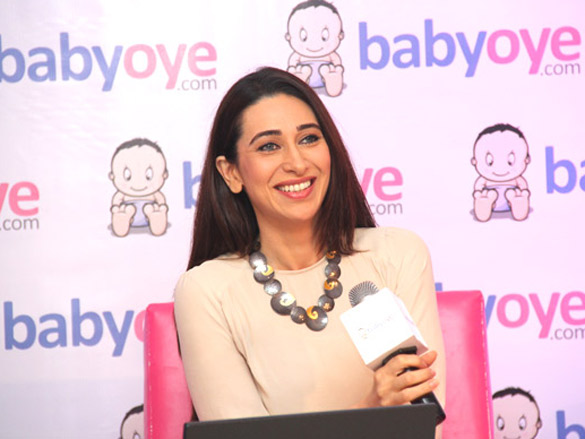
Капур на заході для Babyoye.com, акціонером якого вона є

Капур підтримує благодійний фонд свого близького друга Салмана Кхана Being Human Foundation, для якого вона виступала під час шоу «The Couture for a Cause — The Being Human Show» у 2010 році. У 2005 році разом з іншими зірками Боллівуду Капур виступала на фестивалі HELP! Телемарафонний концерт зі збору коштів жертвам землетрусу в Індійському океані 2004 року. У 2010 році Капур разом із Салманом Кханом і кількома іншими акторками Боллівуду виступила на Тижні моди HDIL India Couture Week з благодійної причини. Капур була послом доброї волі Pinkathon 2012 для підвищення обізнаності щодо раку молочної залози. Пізніше, у 2013 році, Капур брала участь у кампанії з Пріянкою Чопрою, щоб висвітлити права дівчат в Індії.
З 90-х років Капур брала участь у кількох виставах і світових турах. The Heartthrobs: Live in Concert виконували в Сполучених Штатах і Канаді разом з Арджуном Рампалом, Рітіком Рошаном, Каріною Капур і Афтабом Шівдасані. У 2016 році вона брала участь у церемонії вручення премії Hiru Golden Film Awards на Шрі-Ланці як спеціальний гість разом із кількома іншими боллівудськими акторами, включаючи Ніла Нітіна Мукеша, Суніла Шетті, Джекі Шроффа, Шрідеві та Мадгурі Діксіт. Окрім акторської діяльності та філантропії, Капур була відомим спонсором кількох брендів, зокрема Kellogg's, Crescent Lawn, Admix Retail, Danone та Garnier Color. Капур також виступав на подіумі для таких дизайнерів, як Маніш Малхотра, Арпіта Мехта і Вікрам Фадніс.
Капур є акціонером компанії з виробництва дитячих товарів Babyoye.com, стартапу електронної комерції, що спеціалізується на продажу товарів для догляду за немовлятами та матерями. У 2013 році вона написала книгу «My Yummy Mummy Guide: From Getting Pregnant to losing all the weight and beyond», посібник із материнства, наповнений порадами для жінок після вагітності.

## Прийом і публічний імідж
ЗМІ Капур вважають однією з найпопулярніших акторок Боллівуду. Капур з'явилася в списку «100 знаменитостей» Forbes India досягнувши 77-ї позиції у 2012 році, з орієнтовним річним доходом ₹ 110,55 мільйонів. Станом на 2016 рік вісім фільмів Капур зібрали в прокаті понад ₹ 1 біліон рупій.

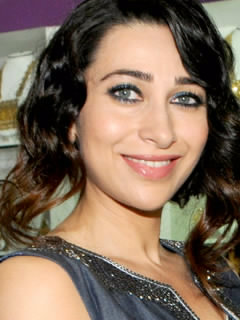
Зелені очі Капур привернули значну увагу ЗМІ

Девен Шарма з Filmfare назвав Капур «силою, з якою треба рахуватися в комерційному плані», і зазначив: «Карізма Капур була сильним суперником як Мадгурі Діксіта, так і Шрідеві домінування в 90-х». Видання The Tribune описало її як «володарку достатку та енергії». The Times of India назвали її «неповторною» через її роботу та суть, яку вона привнесла у фільми в 90-х. Rediff.com сказав, що Капур робила все, починаючи від «нецензурних цифр» і закінчуючи «серйозними ролями». Її серйозні ролі назвали чинником, який зміцнив її позицію як «відомої акторки». В інтерв'ю Капур сказала:
"Я ніколи не використовувала жодної стратегії. Я керуюся своїм інстинктом. Я роблю все, що вважаю за потрібне. Я ніколи нічим не планувала і не маніпулювала у своїй кар’єрі. Все, що сталося, мало природний хід. Я просто відчула, що мені подобаються ці історії, і я хочу бути їх частиною."
Одна з найбільш високооплачуваних акторок 90-х, Капур з'являлася в рейтингу Box Office India Top Actresses протягом п'яти років (1996—2000) і тричі займала перше місце (1996, 1997 і 1999). У списку «Найкращі акторки всіх часів» вона посіла 8 місце. Краса та виступи Капур зробили її іконою стилю. Нікіта Савант з Femina вважає, що Капур втілює вислів: «Деякі люди з віком стають кращими». У 2022 і 2023 роках журнал Glamour визнав її «найсексуальнішою акторкою у світі». У 2013 році вона посіла 4 місце у списку «50 красивих облич» The Times of India. Відбиток руки Капур був представлений на Алеї зірок біля Bandra Bandstand.
Сестра Капур Каріна Капур зізнається: «Робота з Лоло буде здійсненням мрії. Вона була і завжди буде моєю улюбленою акторкою». Згідно з Rediff.com, вона стала «вибагливою щодо своїх ролей», опублікувавши безліч рекламних фільмів. NDTV назвав її «The OG Bollywood Queen». Filmfare називає її однією з «найвідоміших зірок» кіноіндустрії гінді. Індуска сказала, що її благословляє «сяючий вигляд і завидна фігура». Капур отримала широку оцінку за її гру в Raja Hindustani, Dil To Pagal Hai, Biwi No.1, Fiza, Zubeidaa та Shakti: The Power. У Eastern Eye відзначили, що фільмографія Капур наповнена «масою успішних фільмів».

## Нагороди
Капур є лауреаткою Національної кінопремії за найкращу жіночу роль другого плану у фільмі Dil To Pagal Hai (1997) і чотирьох нагород Filmfare Awards із восьми номінацій: найкраща акторка за Raja Hindustani (1996) і Fiza (2000), найкраща акторка другого плану за Dil To Pagal Hai (1997) і найкраща акторка (критики) для Zubeidaa (2001).

### Кінопремії
| Рік  | Нагорода                                    | Категорія                                | Фільм             | Результат | Прим.   |
| ---- | ------------------------------------------- | ---------------------------------------- | ----------------- | --------- | ------- |
| 2001 | Bengal Film Journalists' Association Awards | Best Actress (Hindi)                     | Fiza              | Перемога  | [ 135 ] |
| 1997 | Bollywood Movie Awards                      | Best Supporting Actress                  | Dil To Pagal Hai  | Перемога  | [ 136 ] |
| 2001 | Bollywood Movie Awards                      | Best Actress                             | Fiza              | Перемога  | [ 137 ] |
| 2001 | Bollywood Movie Awards                      | Best Actress (Critics)                   | Fiza              | Номінація | [ 137 ] |
| 2002 | Bollywood Movie Awards                      | Best Actress (Critics)                   | Zubeidaa          | Номінація | [ 136 ] |
| 2002 | Bollywood Movie Awards                      | Best Actress                             | Zubeidaa          | Номінація | [ 136 ] |
| 2003 | Bollywood Movie Awards                      | Best Actress                             | Shakti: The Power | Номінація | [ 138 ] |
| 2003 | Bollywood Movie Awards                      | Best Actress (Critics)                   | Shakti: The Power | Номінація | [ 138 ] |
| 2003 | Bollywood Movie Awards                      | Most Sensational Actress                 | Shakti: The Power | Перемога  | [ 138 ] |
| 1993 | Filmfare Awards                             | Best Female Debut                        | Sapne Sajan Ke    | Номінація | [ 139 ] |
| 1997 | Filmfare Awards                             | Best Actress                             | Raja Hindustani   | Перемога  | [ 140 ] |
| 1998 | Filmfare Awards                             | Best Supporting Actress                  | Dil To Pagal Hai  | Перемога  | [ 141 ] |
| 2000 | Filmfare Awards                             | Best Actress                             | Biwi No.1         | Номінація | [ 142 ] |
| 2001 | Filmfare Awards                             | Best Actress                             | Fiza              | Перемога  | [ 143 ] |
| 2002 | Filmfare Awards                             | Best Actress                             | Zubeidaa          | Номінація | [ 144 ] |
| 2002 | Filmfare Awards                             | Best Actress (Critics)                   | Zubeidaa          | Перемога  | [ 144 ] |
| 2003 | Filmfare Awards                             | Best Actress                             | Shakti: The Power | Номінація | [ 144 ] |
| 2000 | International Indian Film Academy Awards    | Best Actress                             | Biwi No.1         | Номінація | [ 145 ] |
| 2001 | International Indian Film Academy Awards    | Best Actress                             | Fiza              | Перемога  | [ 146 ] |
| 2003 | International Indian Film Academy Awards    | Best Actress                             | Shakti: The Power | Номінація | [ 147 ] |
| 2009 | International Indian Film Academy Awards    | Star of the Decade — Female              | Fiza              | Номінація | [ 148 ] |
| 1998 | National Film Awards                        | Best Supporting Actress                  | Dil To Pagal Hai  | Перемога  | [ 149 ] |
| 2000 | People's Choice Awards India                | Best Actress                             | Fiza              | Перемога  | [ 150 ] |
| 2001 | People's Choice Awards India                | Best Actress                             | Zubeidaa          | Номінація |         |
| 1998 | Sansui Viewers' Choice Movie Awards         | Best Supporting Actress                  | Dil To Pagal Hai  | Перемога  |         |
| 2001 | Sansui Viewers' Choice Movie Awards         | Best Actress                             | Fiza              | Номінація |         |
| 2001 | Sansui Viewers' Choice Movie Awards         | Best Actress (Critics)                   | Fiza              | Перемога  | [ 151 ] |
| 2003 | Sansui Viewers' Choice Movie Awards         | Best Actress                             | Shakti: The Power | Номінація | [ 152 ] |
| 1997 | Screen Awards                               | Best Actress                             | Raja Hindustani   | Номінація | [ 153 ] |
| 1998 | Screen Awards                               | Best Supporting Actress                  | Dil To Pagal Hai  | Номінація | [ 154 ] |
| 2000 | Screen Awards                               | Best Actress                             | Biwi No.1         | Номінація |         |
| 2001 | Screen Awards                               | Best Actress                             | Fiza              | Номінація | [ 155 ] |
| 2002 | Screen Awards                               | Best Actress                             | Zubeidaa          | Номінація |         |
| 2003 | Screen Awards                               | Best Actress                             | Shakti: The Power | Номінація | [ 156 ] |
| 1998 | Zee Cine Awards                             | Best Actor — Female                      | Hero No. 1        | Номінація | [ 157 ] |
| 1998 | Zee Cine Awards                             | Best Actor — Female                      | Dil To Pagal Hai  | Номінація | [ 157 ] |
| 1998 | Zee Cine Awards                             | Best Actor in a Supporting Role — Female | Dil To Pagal Hai  | Перемога  | [ 157 ] |
| 2000 | Zee Cine Awards                             | Best Actor — Female                      | Biwi No.1         | Номінація | [ 158 ] |
| 2001 | Zee Cine Awards                             | Best Actor — Female                      | Fiza              | Номінація | [ 159 ] |
| 2001 | Zee Cine Awards                             | Zee Premiere Choice — Female             | Fiza              | Перемога  | [ 159 ] |
| 2002 | Zee Cine Awards                             | Best Actor — Female                      | Zubeidaa          | Номінація | [ 160 ] |
| 2003 | Zee Cine Awards                             | Best Actor — Female                      | Shakti: The Power | Номінація | [ 161 ] |

### Інші нагороди
| рік      | Нагорода                                | Категорія                                               | Результат | посилання |
| -------- | --------------------------------------- | ------------------------------------------------------- | --------- | --------- |
| 2002 рік | Приядаршні Академія                     | Меморіальна премія Сміта Патіла за найкращу жіночу роль | Перемога  | [ 162 ]   |
| 2011 рік | Привіт! Нагороди Залу слави             | Найстильніша жінка року                                 | Перемога  | [ 163 ]   |
| 2013 рік | GR8! Жінки-успішники                    | Досконалість у універсальності                          | Перемога  | [ 164 ]   |
| 2016 рік | Нагороди Vogue Beauty Awards            | Нестаріюча краса                                        | Перемога  | [ 165 ]   |
| 2018 рік | Filmfare Glamour and Style Awards       | Першовідкривач моди                                     | Перемога  | [ 166 ]   |
| 2024 рік | Pinkvilla Screen and Style Icons Awards | Вічна ікона моди                                        | Перемога  | [ 167 ]   |
| 2024 рік | Ікони стилю Bollywood Hungama           | Вічний першопроходець індійського шоу-бізнесу           | Номінація | [ 168 ]   |
| 2024 рік | Ікони стилю Bollywood Hungama           | Модна ікона року                                        | Номінація | [ 168 ]   |

### Відзнаки та визнання
- 2000: Нагорода молодих досягнень Індоамериканського товариства нагороджена як молода.[2]
- 2018: Удостоєна нагороди Extraordinary Women Award від Rotary Club of Bombay West.[169]
- 2023: Уряд Індії присуджує нагороду Індії за досягнення в енергетичних коридорах.[170]